# الدوري التشيكوسلوفاكي 1962–63
الدوري التشيكوسلوفاكي 1962–63 هو الموسم 56 من الدوري التشيكوسلوفاكي ‏. أشرف على تنظيمه اتحاد جمهورية التشيك لكرة القدم، وكان عدد الأندية المشاركة فيه 14، وفاز فيه دوكلا براغ.